# Zoran Kurteš
Zoran Kurteš (serbisch-kyrillisch Зоран Куртеш; * 23. Dezember 1965 in Novi Sad, SFR Jugoslawien; † 7. Mai 2010 in Mamaia, Rumänien) war ein serbischer Handballspieler und Handballtrainer.

## Karriere

### Spieler
Zoran Kurteš spielte elf Jahre für den RK Jugović.

### Trainer
Zunächst trainierte er bis 1998 den RK Jugović. Mit dem RK Sintelon gewann er im Jahr 2000 den nationalen Pokal. Im Euro-City-Cup 1999/2000 erreichte man das Halbfinale. Parallel wurde er Assistenztrainer bei der Nationalmannschaft der Bundesrepublik Jugoslawien, mit der er bei den Weltmeisterschaften 1999 und 2001 die Bronzemedaille gewann. Mit dem RK Partizan Belgrad wurde er 2002 und 2003 Meister. Im Jahr 2002 übernahm er die Nationalmannschaft der Bundesrepublik Jugoslawien, mit der er den neunten Platz bei der Weltmeisterschaft 2003 belegte. Anschließend musste er seinen Posten räumen und übernahm den RK Crvenka. Mit dem RK Vojvodina gewann er 2005 die Meisterschaft von Serbien und Montenegro sowie 2005 und 2006 den nationalen Pokal. In der Saison 2006/07 trainierte er den ungarischen Erstligisten Pick Szeged, wurde aber nach einer deutlichen Niederlage vorzeitig entlassen. Mit dem ägyptischen Verein Al Ahly SC wurde er 2008 Meister. Ab 2008 war er Trainer des rumänischen Vereins HCM Constanța, mit dem er 2008 den Supercup sowie 2009 und 2010 die Meisterschaft gewann.

## Leben
Zoran Kurteš war verheiratet und hatte zwei Kinder. Am 7. Mai 2010, zwei Tage nach dem erneuten Gewinn der rumänischen Meisterschaft, starb er in Mamaia trotz sofort eingeleiteter Reanimationsversuche an Herzversagen.